# Römisch-indische Beziehungen

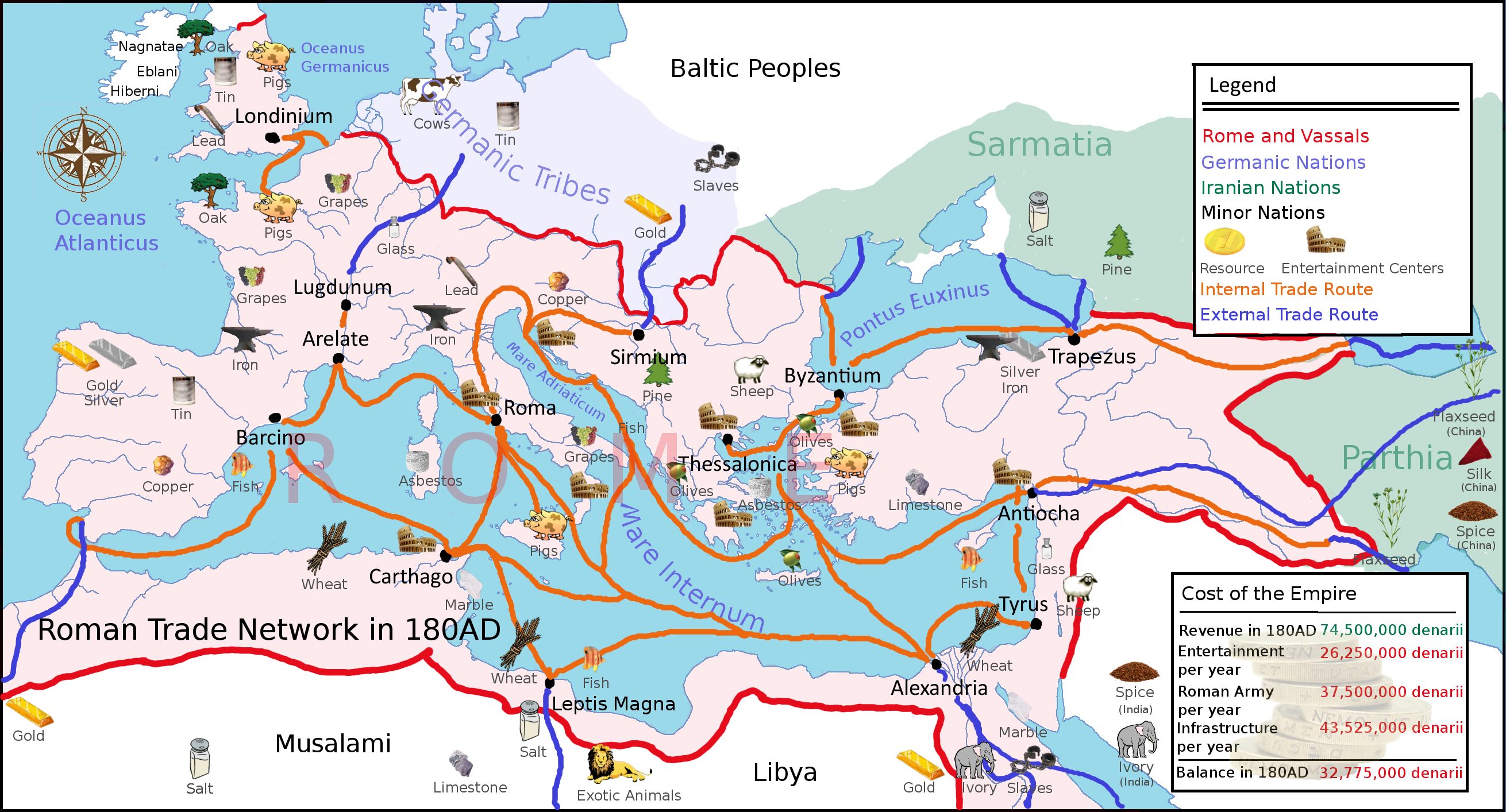
Handelsnetz im römischen Reich um 180 n. Chr. Die Ostgrenzen des Reiches sind für diesen Zeitpunkt allerdings falsch eingezeichnet; sie waren nur 116/117 n. Chr. unter Trajan kurzzeitig so ausgedehnt.

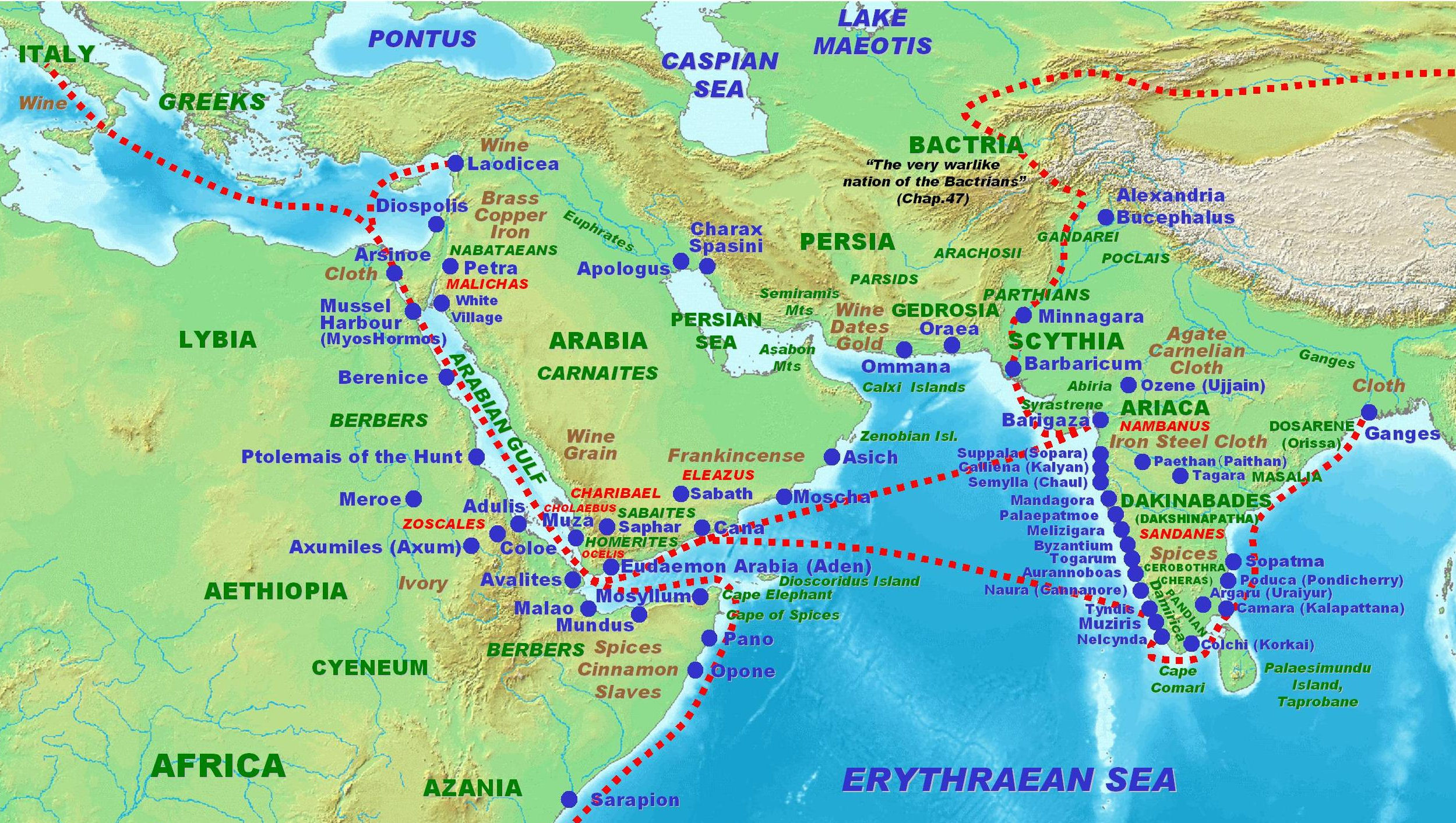
Dargestellte Handelswege nach dem Periplus Maris Erythraei aus dem 1. Jahrhundert n. Chr.

Die römisch-indischen Beziehungen waren zahlreiche Verbindungen, die das Römische Reich und der indische Subkontinent unterhielten. Von großer Bedeutung war in diesem Zusammenhang der Indienhandel.
Handel setzte definierbare Bedürfnisse voraus. Dabei beschränkte sich der Import der Waren aus Indien nicht nur auf Luxusgüter, sondern auch eine Vielzahl agrarischer und handwerklich erzeugter Waren fanden ihren Weg in das Römische Reich.

## Historische Voraussetzungen
Aufbauend auf den Eroberungszügen Alexanders des Großen und den nachfolgenden, griechisch geprägten Königreichen konnte Rom im Römisch-Syrischen Krieg (192–188 v. Chr.) gegen das hellenistische Seleukidenreich unter Antiochos III. seine politische Rolle im östlichen Mittelmeer und darüber hinaus ausweiten. Seit dem Hellenismus bestanden engere Kontakte zwischen der antiken Mittelmeerwelt und Indien, was sich unter anderem in diplomatischen Beziehungen niederschlug (siehe Megasthenes, Dionysios und Daimachos).
Antiochos III. verzichtete nach dem Sieg Roms auf einen Großteil seiner Besitzungen in Kleinasien. Versuche Makedoniens, die alte Hegemonie wieder aufzurichten, führten zum Krieg. 168 v. Chr. wurden die Makedonen unter ihrem König Perseus endgültig besiegt und ihr Königreich zerschlagen, 148 v. Chr. schließlich in eine römische Provinz umgewandelt. So erging es 146 v. Chr. auch dem Rest Griechenlands (ab 27 v. Chr. Provinz Achaea, vorher zu Makedonien gehörig) und der neuen römischen Provinz Africa nach der Zerstörung Karthagos, welches vor dem Dritten Punischen Krieg (149–146 v. Chr.) wieder an Macht gewonnen hatte.

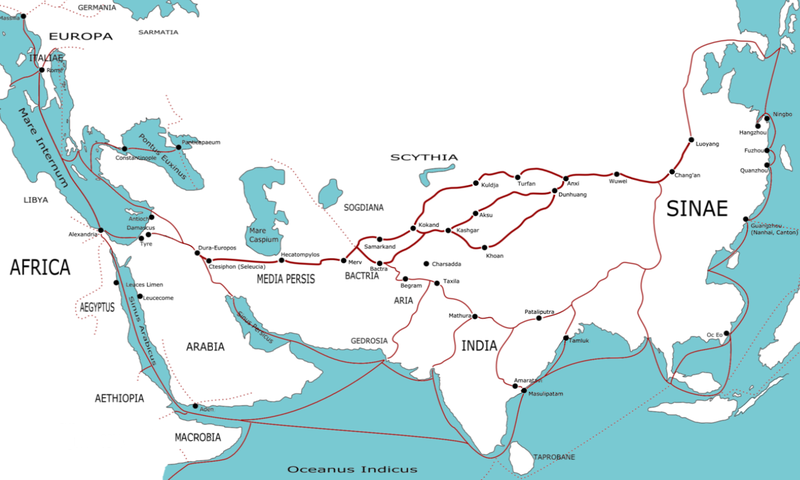
Handelswege zu Land um das 1. Jahrhundert n. Chr. entlang der Seidenstraße

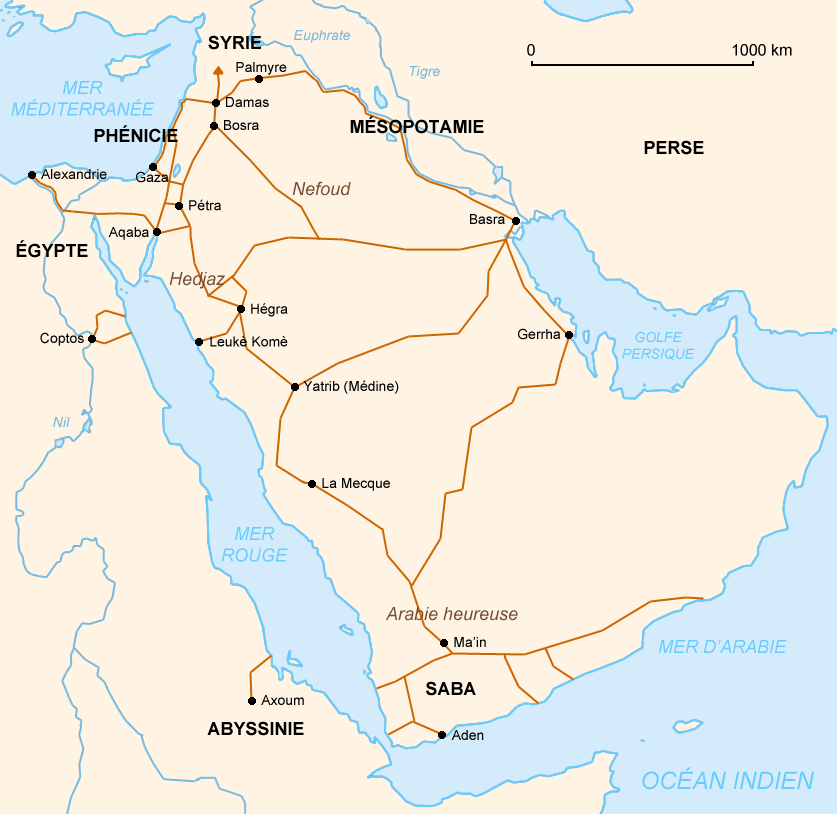
Handelsrouten zu Land durch das Gebiet der Nabatäer (Weihrauchstraße).

Die Parther standen ab 141 v. Chr. auf dem Höhepunkt ihrer Macht. Unter dem erfolgreichen Partherkönig Mithridates II. (124/123–88/87 v. Chr.) wurde 115 v. Chr. die Seidenstraße verstärkt genutzt: Eine Delegation des chinesischen Kaisers Han Wudi machte ihre Aufwartung (Römisch-chinesische Beziehungen).
Beim Landtransport spielte Palmyra eine zentrale Rolle: Von dort aus wurden mehrmals im Jahr Karawanen mit bis zu 100 Kamelen in das Reich der Parther, Seleukeia Pieria, nach Babylon, Vologesias, Charax Spasinu und darüber hinaus geführt.

Der Bubastis-Kanal führte zu den Bitterseen. Verlauf des Pharaonenkanals zur Zeit Pharao Sesostris III. (1878–1839 v. Chr.) mit vermuteter Verbindung zum Roten Meer.

Schon im Alten Ägypten wurde der Bubastis-Kanal angelegt, der aber nicht das Mittelmeer mit dem Roten Meer direkt verband, sondern vom Nildelta über das Wadi Tumilat und den Timsah-See zum Roten Meer führte.
Der Historiker Kyle Harper (2017) gliederte den Zeitraum von römischer Kaiserzeit bis Spätantike in drei Epochen:
- Roman Climate Optimum, RCO („Römisches Klimaoptimum“, 200 v. Chr. – 150 n. Chr.),
- Late Roman Transitional Period, LRT („Römische Übergangsperiode“, 150 n. Chr. – 450 n. Chr.) und
- Late Antique Little Ice Age, LALIA („Spätantike Kleine Eiszeit“, 450 n. Chr. – 700 n. Chr.).

Anhand dieser Gliederung skizziert er Entwicklung und Krisen des Römischen Reiches und stellt Zusammenhänge zwischen kultureller und wirtschaftlicher Prosperität einerseits und dem (temporären bzw. späterhin beständigen) Niedergang durch Seuchen (Antoninische Pest, Cyprianische Pest, Justinianische Pest), Klimaschwankungen in den geschichtlichen Entwicklungen her. die von Harper (2017) beschriebenen Phasen des klimatischen Wechsel der „Römischen Übergangsperiode“, Roman Transitional Period, RTP von ca. 150 n. Chr. bis 450 n. Chr., die auf die efflorierende und prosperierenden Zeit des Optimums der Römerzeit stehen auch in Beziehung zum indischen Fernhandel.
Kaiser Trajan (98 bis 117 n. Chr.) baute um 100 n. Chr. einen Verbindungskanal von Kairo zum Bubastis-Kanal und erneuerte letzteren. Dieses auch von seinen Nachfolgern unterhaltene Kanalsystem scheint längere Zeit im Handel mit dem Süden und Osten benutzt worden zu sein. Der Seeweg nach Indien wurde durch den trajanischen Ausbau und die Erweiterung des Kanalsystems erleichtert. So führten die wieder aufgenommenen Arbeiten am Bubastis-Kanal bzw. an der Errichtung eines neuen Verbindungskanals, der vom heutigen Kairo (Babylon) über Bilbeis zum alten Bubastis-Kanal hergestellt wurde, zu einem schnelleren Warentransport über den Wasserweg. Trajan zu Ehren wird er als Amnis Trajanus bzw. Amnis Augustus bezeichnet. Gegenüber der ptolemäischen Stadt Arsinoë ließ Trajan den befestigten Hafen Klysma (Cleopatris, später Kolzum) anlegen. Durch diese Instandsetzung des von Pharao Necho II. begonnenen und von Dareios I. vollendeten 84 km langen Bubastis-Kanals zwischen Nil und Rotem Meer schuf man eine durchgehende Wasserverbindung von Rom zu bestimmten indischen Hafenstädten.

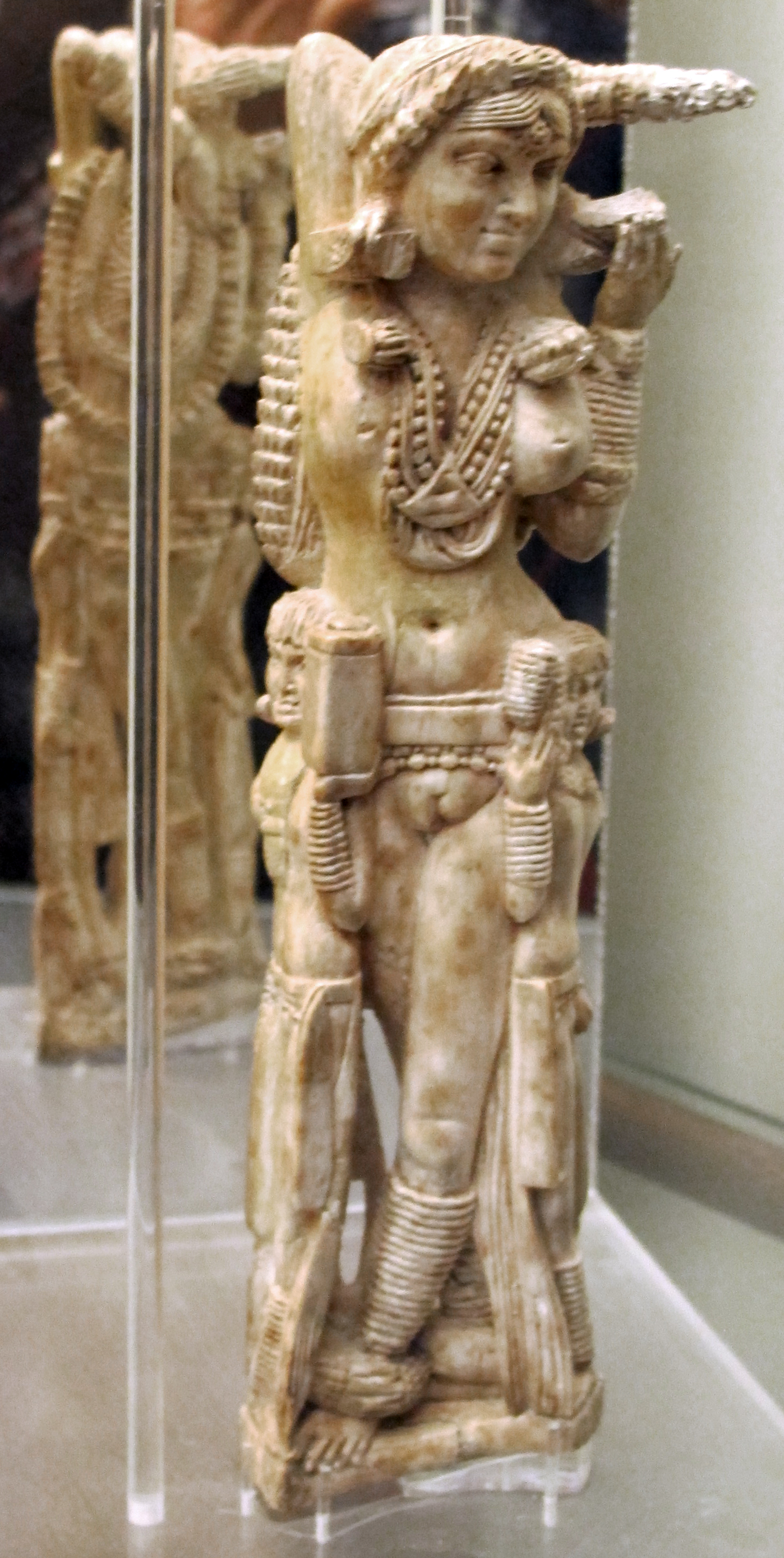
Die sogenannte Pompeji Lakshmi, eine elfenbeinerne Statuette, wurde im Jahre 1938 in den Überresten von Pompeji gefunden (Ausbruch des Vesuvs im Jahr 79 n. Chr.). Sie entstand vermutlich in Bhokardan (Shatavahana) und belegt die römisch-indischen Handels- und Kulturbeziehungen.

Der römische Indienhandel stützte sich auf den Hafen von Myos Hormos, das neben Berenike am Roten Meer schon im Ptolemäerreich Ausgangspunkt von Handelsexpeditionen gewesen war. Mit dem trajanischen Kanal wurde eine direkte Schiffsverbindung zur oströmischen Provinz Arabia Petraea geschaffen, was den Warentransport vereinfachte. Als Trajan 117 n. Chr. starb, beherrschte Rom alle Häfen des Roten Meeres und des Persischen Golfes. Der Handelsverkehr von Ägypten nach Süden und Osten hatte seinen Höhepunkt erreicht.
Adulis, im Aksumitischen Reich gelegen, war eine wichtige Station für den römischen Indienhandel, weshalb es früh zu Kontakten mit dem Römischen Reich kam. Der römische Kaiser Aurelian (270 bis 275) soll eine aksumitische Gesandtschaft empfangen haben. Die Entstehung des aksumitischen Reiches kann spätestens um Christi Geburt angesetzt werden. Die ersten Erwähnungen der Stadt Aksum finden sich im anonymen Periplus Maris Erythraei, der um die Mitte des 1. Jahrhunderts n. Chr. entstand, sowie in der Geographike Hyphegesis des Claudius Ptolemäus (um 150 n. Chr.). Bereits damals kontrollierte Aksum mit dem wichtigen Hafen Adulis den Zugang zum Roten Meer, was dem aksumitischen Reich eine Expansion nach Südarabien ermöglichte.

## Pax Romana
Während der Ostteil der Handelswege über Land nach Asien relativ sicher war, begannen ab 55 v. Chr. Auseinandersetzungen der Römer mit dem Partherreich, die erst durch den ersten römischen Kaiser Augustus 20 v. Chr. (Pax Romana) beendet wurden. Daraufhin belebte sich der Handel mit Asien zunehmend.
Unter Augustus (Regierungszeit 27 v. Chr. bis 14 n. Chr.) gab es nach der Eroberung Ägyptens vermehrt Forderungen in der römischen Wirtschaft, den Handel nach Indien auszuweiten. Hinderlich dabei war jedoch die arabische Kontrolle über jeden Seeweg nach Indien. Die Kontrolle des Seehandels, der seit dem Ende des minäischen Reiches für Südarabien die Bedeutung der alten Weihrauchstraße übernommen hatte, war nun unter himyarischen und sabäischen Einfluss geraten. Eine der ersten Marineoperationen unter Augustus bestand dementsprechend aus der Vorbereitung eines Feldzuges auf der arabischen Halbinsel: Aelius Gallus, Präfekt von Ägypten, ließ etwa 130 Schiffe erbauen und verfrachtete so rund 10.000 Soldaten im Jahre 25 bis 24 v. Chr. nach Arabien. Der anschließende Marsch durch die Wüste in den heutigen Jemen scheiterte jedoch und die Pläne der Kontrolle über die Arabische Halbinsel mussten aufgegeben werden. Um die Zeitenwende soll allein das Römische Reich 1.500 Tonnen der geschätzten Jahresproduktion von 2.500 bis 3.000 Tonnen Weihrauch konsumiert haben. Die Römer bezeichneten das Herkunftsgebiet des kostbaren Rohstoffs daher als Arabia Felix – glückliches Arabien. Aber auch der indische Subkontinent importierte das vom Weihrauchbaum stammende Weihrauchharz.
Historischen römischen Berichten gemäß wurden in dieser augusteischen Zeit Botschaften zwischen dem indischen König der Pandya-Dynastie und dem römischen Imperium ausgetauscht. Weitere indische Dynastien waren Shatavahana und Kuschana. Mehrere römische Quellen beschreiben den Besuch von Botschaftern der Könige von Baktrien und Indien im 2. Jahrhundert, wahrscheinlich unter Hinweis auf die Kushana. So wurde eine Münze des römischen Kaisers Trajan zusammen mit Münzen von Kanischka I. im Kloster Ahan Posh Tape gefunden. In der Historia Augusta heißt es zu Hadrian: Reges Bactrianorum legatos ad eum, amicitiae petendae causa, supplices miserunt „Die Könige der Baktrier schickten ihm Bittbotschafter, um seine Freundschaft zu suchen.“ Auch nach Aurelius Victor (138 Epitome, XV, 4) und Appian (Praef., 7) empfing Antoninus Pius, der Nachfolger von Hadrian, einige indische, baktrische und hyrkanische Botschafter.
In dem chinesischen Geschichtswerk Hou Hanshu heißt es: „Kostbare Dinge von Da Qin [das römische Reich] können dort [in Tianzhu oder im nordwestlichen Indien], sowie feine Baumwolltücher, feine Wollteppiche, Parfüme aller Art, zuckrige Süßigkeiten, Pfeffer, Ingwer und schwarzes Salz gefunden werden.“
Zum Sommersitz des Kushan-Reiches in Begram wurde eine beträchtliche Menge an Waren geliefert, die aus dem römischen Reich importiert worden waren – insbesondere verschiedene Arten von Glaswaren, wie sie aus dem Schatz von Begram bekannt sind.

Die vorherrschenden Monsunwinde um die Südspitze Indiens. Windströme aus dem Südwesten während des Sommermonsuns.

Schon in dem Werk Periplus Maris Erythraei (deutsch „Küstenfahrt im Roten Meer“) aus dem 1. Jahrhundert n. Chr. werden Häfen, Handelsbedingungen, aber auch die Art der Warenströme entlang der Handelsrouten an der nordostafrikanischen, arabischen und indischen Küste beschrieben. Eine wichtige Voraussetzung hierfür war die verbesserte Kenntnis über die Monsunwinde, die eine sichere und vor allem schnellere Passage der langen und gefährlichen Handelsroute entlang der Küsten erlaubte. Von Juli bis August segelte man das Rote Meer entlang bis zum Golf von Aden, ab da segelte man unter Ausnutzung der Nordostwinde an die Westküste Indiens. Im Februar des darauf folgenden Jahres fuhr man mit den Südwestwinden wieder zurück.
Ein wichtiger Zwischenstopp war der Hafen von Berenike am Roten Meer (Erythräisches Meer). Hier wurden neben vielen anderen Funden auch Perlen freigelegt. Sie stammen teilweise aus Arikamedu, dem antiken Poduke (Koromandelküste), und Mantai auf Ceylon („indo-pazifische Perlen“). Karneolperlen stammen aus Süd- oder Westindien, Granat- und Onyxperlen aus Südindien. Bearbeitete Korallen (corralium rubrum) waren für den Indienhandel bestimmt, ebenso wie Goldglasperlen. Aber auch in Arikamedu seinerseits wurden römische Artefakte bei Grabungen gefunden.
Ein wichtiger römisch-indischer Handelsstützpunkt war die Stadt Muziris. Sie war eine florierende Hafenstadt im Chera-Reich, von der aus zwischen dem 1. Jahrhundert v. Chr. und dem 5. Jahrhundert n. Chr. reger Handel mit dem Römischen Reich betrieben wurde und die in zahlreichen antiken griechisch-römischen Quellen (unter anderem im Periplus Maris Erythraei sowie bei Plinius dem Älteren und Claudius Ptolemäus) erwähnt wird.

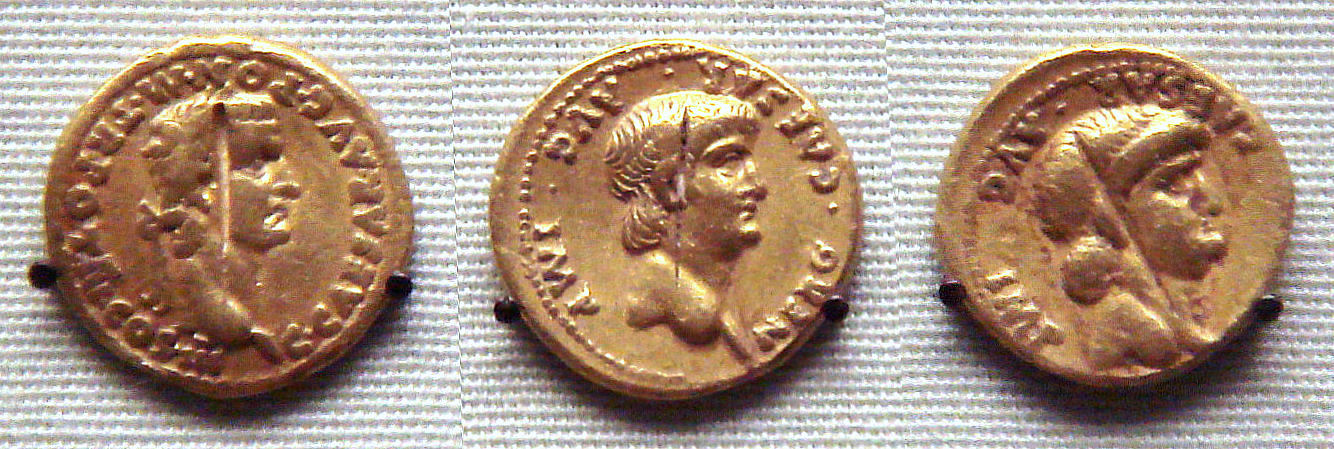
Römische Goldmünzen ausgegraben in Pudukkottai, Indien, links des Caligula, die beiden anderen des Nero. British Museum.

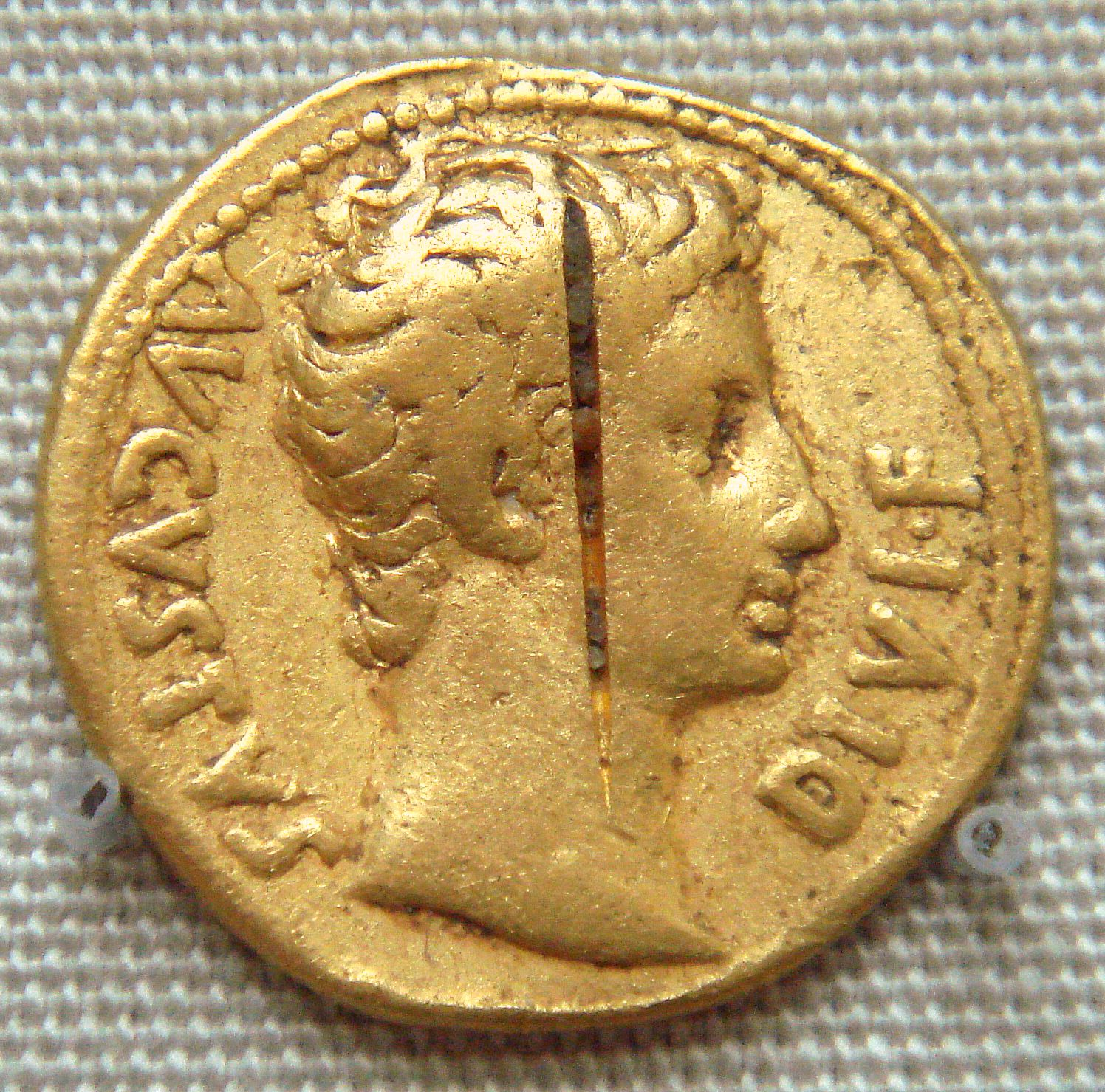
Münze des römischen Kaisers Augustus. Sie wurde in Pudukkottai gefunden.

Zwei nautische Handelsrouten sind wahrscheinlich:
- vom Golf von Akaba durch das Rote Meer an der Südküste von Jemen entlang in den Persischen Golf bis Bahrain, und von dort an der iranischen Südküste zur Indusmündung;
- eine andere Route führte von der Insel Sokotra, wahrscheinlich als Dioscoridis Insula bezeichnetes Eiland östlich des Horns von Afrika und von dort direkt über das Arabische Meer bis zur Indusmündung.

Der antike griechische Geschichtsschreiber und Geograph Agatharchides erwähnte, dass auf Sokotra Kaufleute aus den verschiedensten Regionen präsent gewesen wären. In einer Höhle auf der Insel wurden eine Reihe von Inschriften identifiziert, die in der Antike und Spätantike von Händlern und Seeleuten aufgebracht worden sind, der Großteil der Texte ist in der indischen Brahmī-Schrift verfasst, es fanden sich jedoch auch Inschriften in südarabischen, äthiopischen, griechischen, Palmyren- und baktrischen Schriften und Sprachen.
Die Pandya-Dynastie profitierte ebenso wie ihre Nachbarn vom regelmäßigen Handel, der über die Südspitze Indiens bis ins Römische Reich lief. Die erste Gesandtschaft des Pandya-Königs wurde in Tarraco (Tarragona) in der römischen Provinz Hispania Tarraconensis in den Wintermonaten um das Jahr 25 v. Chr. empfangen. Im Jahre 20 v. Chr. empfing Augustus erneut die indischen Abgesandten, nunmehr auf der Insel Samos. Zum dritten Male wurde eine Pandya-Gesandtschaft um das Jahr 13 n. Chr. zu Kaiser Augustus nach Rom geschickt.
Die frühen Pandya-Könige hielten sich römische Soldaten als Leibwache, die in der tamilischen Literatur als „stumme Fremde mit langen Mänteln und Waffen und grausamen Seelen“ beschrieben wurden. Man handelte mit Luxuswaren: Muscheln, Diamanten und Edelsteine, Goldartikel, Gewürze (vor allem Pfeffer), Parfüme und besonders Perlen. Aber auch verschiedene Tierarten, so etwa der Blaue Pfau (Pavo cristatus), wurden in das römische Imperium verfrachtet.
Neben den augusteischen Kontakten mit indischen Gesandten hatten auch andere römische Kaiser, so Claudius (Regierungszeit 41 bis 54 n. Chr.) und Trajan (Regierungszeit 98 bis 117 n. Chr.) nachweisliche Kontakte zu indischen Delegationen. Trajan konnte während seines Partherkriegs seinen Einfluss auch auf das Vasallenkönigreich Charakene ausbauen, ein Streben im Sinne einer Alexander-Imitatio. Trajan, einer der militärisch erfolgreichsten Kaiser – wenn seine Eroberungen im Osten auch keinen Bestand haben sollten –, soll sein fortgeschrittenes Alter bereut haben; ansonsten wäre er angeblich wie Alexander bis nach Indien marschiert.
Infolge der Reichskrise des 3. Jahrhunderts verschlechterten sich die römisch-indischen Handelsbeziehungen. In der Spätantike bestanden kaum direkte Kontakte, vielmehr scheint der Handel von persischen Zwischenhändlern aus dem Sassanidenreich übernommen worden zu sein. Die Handelskontakte brachen aber nie völlig ab.

## Wichtige antike Hafenorte in Indien
Indien war wohl der bedeutendste Handelspartner Roms jenseits seiner östlichen Grenzen, wobei es aufgrund der nicht vorhandenen gemeinsamen Grenzen, anders als mit dem Partherreich und dem Sassanidenreich, zu keinen militärischen Konflikten kam. Einige Häfen dienten hierzu als regelrechte Handelszentren für den Indienhandel, so etwa:
- Barbarikon: der Name eines Hafens in der Nähe der heutigen Stadt Karachi, Pakistan und bedeutend ab der hellenistischen Zeit für den Handel über den Indischen Ozean. Die Stadt lag im Herrschaftsbereich der Kuschana. Er wird kurz im Periplus Maris Erythraei genannt:

"Dieser Fluss, [der Indus] hat sieben Mündungen, sehr seicht und sumpfig, so dass sie nicht befahrbar sind, eine Ausnahme ist die in der Mitte, bei der an der Küste der Handelsort Barbaricum liegt. Davor liegt eine kleine Insel und im Inland liegt die Hauptstadt von Scythia, Minnagara." Periplus, Kap. 38.
- Dwarka: eine heute nicht mehr vorhandene Hafenanlage, war in der Antike von großer Bedeutung für den weitreichenden Seehandel. Diese Stadt lag ebenfalls im Herrschaftsbereich der Kuschana.[18][19]
- Barygaza: im Periplus Maris Erythraei wird Barygaza, heute Bharuch, häufig als Ziel der Monsunroute zur Überquerung des Indischen Ozeans erwähnt, u. a. von Muza im alten Südarabien aus. Für diese Route war Bharuch der wichtigste Hafen Nordindiens, er lag im Herrschaftsbereich der Shatavahana.[20] Funde römischer Gold- und Silbermünzen von den Kaisern Augustus und Tiberius belegen Passagen im Periplus, wonach römische Münzen in Bharuch eingeführt und gegen lokale Währung gewechselt wurden.[21] Zu dieser Zeit war Bharuch Hauptstadt des Satrapen Nahapana.[22]
- Muziris:  lag an der Malabarküste in der Nähe der Mündung des Flusses Periyar. Die Stadt lag im Herrschaftsbereich der Chera.[23]
- Poduke:  an der Stelle des Dorfs Arikamedu, das sich heute wenig südlich des heutigen Puducherry befindet, lag zwischen dem 2. Jahrhundert v. Chr. und dem 2. Jahrhundert n. Chr. ein bedeutender Hafen, von dem aus reger Handel mit dem Römischen Reich betrieben wurde. Bei Ausgrabungen in den 1940er Jahren wurden in Arikamedu größere Mengen römischer Keramik gefunden. Der Fundort Arikamedu wird mit dem Ort namens Poduke bzw. Poduca identifiziert, der in antiken Quellen (dem Periplus Maris Erythraei und der Geographike des Claudius Ptolemäus) erwähnt wird.[24] Die Stadt war ebenfalls Teil des Herrschaftsgebiets der Pandya und lag am Fluss Gingee.

Die Auswirkungen der Handelsbeziehungen auf die Menschen des römischen Imperiums waren vielfältig. Ein römischer Händler konnte durch den Indienhandel hohe Handelsspannen realisieren. Hierzu mussten die meisten römischen Kaufleute vor der Abreise nach Indien ein Darlehen (mutuum), aufnehmen. Der private Gläubiger (creditor oder mutuo dans), sicherte seine Investition für eine Handelsfahrt etwa nach Muziris in Südindien durch einen römischen Kaufmann oder Schuldner (debitor oder mutuo accipiens), durch die Verpflichtung auf eine konkrete Reiseroute sowie ein bestimmtes Transportmittel ab, um hierdurch seine Risiken möglichst gering zu halten. Das Imperium Romanum seinerseits profitierte von den Zöllen. Trafen die Waren im Zollbezirk am Roten Meer ein, wurden Zölle von 25 Prozent – vectigal maris Rubri – des Warenwertes erhoben. Nach dem Weitertransport aus Ägypten in die übrigen Teile des Imperiums kamen weitere Zölle hinzu.
Plinius der Ältere gab in seiner Naturalis historia den römisch-indischen Fernhandel mit fünfzig Millionen Sesterzen an. Strabon schilderte in seiner Geographica kurz zuvor schon, dass ausgehend von Myos Hormos, große römische Flottenverbände sich nach Indien aufgemacht hätten, insgesamt 120 Schiffe wo vormals gerade einmal zwanzig Schiffe den Transport von Handelsgütern bewerkstelligt hätten.

## Seuchenverbreitung durch die indisch-römischen Handelsbeziehungen
Flöhe sind blutsaugende Parasiten, die ihren Wirt direkt mit Yersinia pestis infizieren können. Wechselt der Rattenfloh von einem infizierten Nager – beispielsweise der Wanderratte oder der Hausratte – nach dessen Tod auf einen anderen Wirt, etwa Haustiere oder Menschen, ist er in der Lage, diese mit dem Pestbakterium zu infizieren. Die Hausratte war ursprünglich in Ostasien, genauer dem indischen Subkontinent und der Himalayaregion verbreitet. Dabei sind die Tiere wenig mobil, so dass ihr Aktionsradius nicht mehr als 200 m beträgt. Menschliches Handeln half ihrer Verbreitung. So förderte der Handel mit schwarzen Pfeffer aus Indien und auch anderen Luxusgütern deren Ausbreitung.
Damit sich die Pathogenität und Virulenz des Pesterregers über die natürlichen Nagetier-Reservoire und den Hauptvektor Floh ändern konnte, setzte es eine Veränderung (Mutation, Selektion) von Virulenzfaktoren voraus, die sowohl auf dem Bakterienchromosom als auch auf dessen Plasmiden kodiert sind. So ist etwa das Gen „ymt“ notwendig, welches für die stabile Besiedlung von Flöhen bzw. Flohmägen durch Yersinia pestis nötig ist.

## Wichtige Exportgüter aus Indien

### Pfeffer
Das Gewürz des Pfeffers (zumeist schwarzer Pfeffer, Piper nigrum) stammt vom Pfefferstrauch, der zur Familie der Pfeffergewächse (Piperacea) gehört. Die Pfefferpflanze ist eine hochrankende Kletterpflanze, die, je nach Kulturation, bis zu 10 Meter hoch werden kann. Die Fruchtreife nach der Bestäubung braucht acht bis neun Monate. Ursprünglich war der Pfefferstrauch in den Monsunwäldern der Malabarküste im Südwesten Indiens beheimatet, dort hatte er seit langer Zeit als Heil- und Gewürzpflanze Bedeutung. Plinius der Ältere gab den römischen Verkaufspreis für piper nigrum mit vier Denaren pro römischem Pfund (libra) an. Marcus Gavius Apicius, ein römischer Feinschmecker, empfahl unter anderem in seiner De re coquinaria (Von der Kochkunst) die Verwendung von Pfeffer als Gewürz.

### Baumwolle
Strabon zufolge unternahmen bereits zur Zeit des Augustus an die 120 Schiffe jedes Jahr die Reise nach Indien, um mit Waren zurückzukehren, die dann nach Alexandria und weiter ins Reich importiert wurden. Bei der Vielzahl von importierten Handelsgütern (aus Indien und anderen Aufenthalten unterwegs) spielte auch die Baumwolle (Gossypium arboreum) eine bedeutende Rolle. In Indien lässt sich der Baumwollanbau bis in das 6. Jahrtausend v. Chr. belegen, Baumwollstoffe, also gesponnene und gewebte Textilien finden sich nachweislich ab dem 3. Jahrtausend v. Chr. Erste Erwähnungen finden sich bei Herodot. Arrian, ein römischer Politiker und Geschichtsschreiber, schrieb über den indischen Subkontinent und beschrieb (baumwollene) Textilien, die aus verschiedenen südindischen Städten in das Imperium Romanum exportiert wurden. Die lateinische Bezeichnung carbasina, also feines Tuch, leitet sich vom Sanskritwort karpasa für Baumwolle ab. Der Baumwollhandel hatte für die mediterrane Welt einen hohen Stellenwert, Ausgrabungen in Berenike fanden eine große Anzahl von baumwollenen indischen Textilfragmenten. Ein Papyrusdokument bezeugt eine vertragliche Übereignung indischer Baumwollprodukte zwischen zwei Vertragspartnern.

## Wichtige Exportgüter aus dem Römischen Reich
Römische Kaufleute verkauften Wein in Amphoren und Olivenöl sowie Metalle wie Kupfer, Zinn, Blei. Auch Gold- und Silbermünzen und Glas wurde bei den Ausgrabungen in Indien gefunden.
Dennoch war die römische Handelsbilanz nicht unbedingt ausgeglichen.

„...minimaque conputatione miliens centena milia sestertium annis omnibus India et Seres et paeninsula illa (scil. Arabia) imperio nostro adimunt: tanti nobis deliciae et feminae constant“

„Nach den niedrigsten Schätzungen entziehen Indien, die Serer und die Halbinsel Arabien unserem Staate alle Jahre 100 Millionen Sesterzen: Soviel kosten uns Luxus und Frauen.“

Realistische Schätzungen gehen von einem Betrag von 50 Millionen Sesterzen aus, die 1. Jahrhundert n. Chr. alljährlich nach Indien ausgeführt worden seien. Der römische Schriftsteller Plinius der Ältere ging von einem weit höheren Betrag aus.